# Snails in the Rain
Caracóis na Chuva (em hebraico: שבלולים בגשם) é um filme de drama com temática LGBT escrito e dirigido por Yariv Mozer, baseado na história de Yossi Avni Levy, lançado em 20 de junho de 2013, que gira em torno de Boaz, um estudante de linguística, que recebe cartas de amor de um homem desconhecido, o que acaba gerando um conflito em sua identidade sexual e ameaça a sua relação com sua atual namorada.